# Gijs Kind
Gijs Jeroen (Gijs) Kind ('s-Gravenzande, 12 januari 1972) is een Nederlandse roeier. Hij nam eenmaal deel aan de Olympische Spelen, maar won hierbij geen medailles.
In 2000 maakte Kind zijn debuut op de Olympische Spelen van Sydney. Met de Holland Acht eindigde hij met zijn teamgenoten in een tijd van 5:36.63 op een achtste plaats.
Hij is lid van D.R.V. Euros in Enschede en van D.S.R. Proteus-Eretes in Delft. Hij studeerde Luchtvaart- en Ruimtevaarttechniek.

## Palmares

### Roeien (vier zonder stuurman)
- 2002: 6e Wereldbeker I in Hazewinkel - 6.07,80

### Roeien (vier met stuurman)
- 2002: 5e Wereldbeker II in Luzern - 6.17,88

### Roeien (acht met stuurman)
- 1997: 8e Wereldbeker I in München - 6.36,00
- 1997: 7e WK in Aiguebelette - 5.46,87
- 1998: 6e Wereldbeker II in Hazewinkel - 5.36,55
- 1998: 9e Wereldbeker III in Luzern - 5.51,07
- 1999: 4e Wereldbeker I in Hazewinkel - 5.46,49
- 1999:  Wereldbeker III in Luzern - 5.26,68
- 1999: 5e WK in St. Catharines - 6.10,54
- 2000: 9e Wereldbeker I in München - 6.18,27
- 2000: 8e Wereldbeker III in Luzern - 5.42,29
- 2000: 8e OS in Sydney - 5.36,63

Geert Cirkel · 
Geert-Jan Derksen · 
Gerritjan Eggenkamp · 
Gijs Kind · 
Adri Middag · 
Peter van der Noort · 
Nico Rienks · 
Niels van der Zwan · 
Merijn van Oijen (stuurman)